# Кайнарли (Єскельдинський район)
Кайнарли (каз. Қайнарлы) — село у складі Єскельдинського району Жетисуської області Казахстану. Адміністративний центр Кайнарлинського сільського округу.
До 2000 року село називалось Ключове.
Населення — 862 особи (2021; 696 у 2009, 785 у 1999, 1098 у 1989).